# Феурешть (комуна)
Феурешть, Феурешті (рум. Făurești) — комуна у повіті Вилча в Румунії. До складу комуни входять такі села (дані про населення за 2002 рік):
- Бунджецань (224 особи)
- Гейнешть (292 особи)
- Меркушу (162 особи)
- Мілешть (430 осіб)
- Феурешть (526 осіб)

Комуна розташована на відстані 165 км на захід від Бухареста, 65 км на південний захід від Римніку-Вилчі, 32 км на північний схід від Крайови.

## Населення
За даними перепису населення 2002 року у комуні проживали 3694 особи.
Національний склад населення комуни:
| Національність | Кількість осіб | Відсоток |
| -------------- | -------------- | -------- |
| румуни         | 3692           | 99,9%    |
| угорці         | 2              | 0,1%     |

Рідною мовою назвали:
| Мова      | Кількість осіб | Відсоток |
| --------- | -------------- | -------- |
| румунська | 3693           | > 99,9%  |
| угорська  | 1              | < 0,1%   |

Склад населення комуни за віросповіданням:
| Релігія     | Кількість осіб | Відсоток |
| ----------- | -------------- | -------- |
| православні | 3692           | 99,9%    |